# Kike Sola
Enrique „Kike“ Sola Clemente (* 25. Februar 1986 in Cascante) ist ein ehemaliger spanischer Fußballspieler.

## Spielerkarriere
Kike Sola, der aus der erfolgreichen Nachwuchsarbeit von CA Osasuna hervorging und bis zum Sommer in der B-Elf des Teams aus Navarra spielte, bekam im bisherigen Verlauf der Saison 2007/08 ab und an die Chance sich für die erste Mannschaft zu empfehlen. Bisher hat er einen Treffer in der Liga erzielt (am 26. Januar 2008 zum zwischenzeitlichen 1:1 beim FC Sevilla). Sein Debüt gab der Stürmer am 9. Juni 2007 beim furiosen 5:0-Auswärtserfolg über Betis Sevilla.
In seinem einzigen Pokalspiel der Saison 2007/08 gegen RCD Mallorca erzielte er beide Tore zum Heimerfolg. Dennoch schied man nach dem 2:0 im Hinspiel durch eine 0:4-Auswärtsschlappe aus.
Zwischen 2009 und 2010 war er an den CD Numancia und Levadiakos verliehen. 2013 wechselte er zu Athletic Bilbao. Nach 15 Ligaeinsätzen in zweieinhalb Jahren bei Bilbao wurde er zwischen 2016 und 2017 an den FC Middlesbrough, den FC Getafe und den CD Numancia verliehen.
Nach der Saison 2017/18 beendete Sola seine Karriere.